# فورد ایکس‌وای فالکون جی‌تی
فورد ایکس‌وای فالکون جی‌تی (Ford XY Falcon GT) خودرویی است که در سال‌های ۱۹۷۰ تا ۱۹۷۲در ویکتوریا (استرالیا) تولید شده‌است.
این خودرو در کلاس خودرو عضلانی قرار گرفته، است.